# Dejvid Švimer
Dejvid Lorens Švimer (engl. David Lawrence Schwimmer; Astorija, Kvins, Njujork, Njujork, SAD, 2. novembar 1966) je američki glumac. Poznat je po ulozi Rosa Gelera u TV seriji „Prijatelji“.

## Biografija

### Detinjstvo i školovanje
Rođen je u Kvinsu, Njujork, ali je sa roditeljima, Arturom i Arlin Švimer, odrastao u Los Anđelesu. Pošto je završio srednju školu "Beverli Hils", upisao je čikaški severozapadni univerzitet, kako bi, kao i njegovi roditelji, postao advokat. Međutim, pošto je završio fakultet (gde je stekao pozorišnu i besedničku diplomu), zajedno je sa još sedam diplomaca Severozapadnog univerziteta, 1988. godine osnovao čikaško pozorišno preduzeće "Lookingglass", koje je predstavljalo udruženje glumaca, producenata i scenarista.

### Karijera
Radeći u "Lookingglass"-u, glumio je u predstavama: "West", "Odiseja", "Of One Blood", "In the Eye of the Beholder" i "The Master and Margarita", a učestvovao je u produkciji predstava "The Jungle", "The Serpent", koja je osvojila 6 "Džozef Džeferson" nagrada, i "Alisa u Zemlji čuda" koja je izvedena na edingburškom festivalu.
Ne računajući pozorišne uloge, njegova glumačka karijera počinje krajem 80-ih, i to malom ulogom u filmu "Biloxi Blues", a zatim su usledili i TV film "A Deadly Silence", kao i filmovi "Flight of the Intruder", "Crossing the Bridge", "Twenty Bucks", "The Waiter", "The Pitch" i "Wolf". Imao je epizodne uloge u serijama "The Wonder Years", "L.A. Law", "Njujorški plavci", "Blossom" i "Monty".
1994. godine je dobio ulogu Rosa Gelera u TV seriji "Prijatelji". Glumio je u svih 238 epizoda ove serije, od njenog početka 1994, pa sve do njenog kraja 2004 godine.
Koristeći prekide u snimanju "Prijatelja", Dejvid je nastavio da glumi u filmovima (bioskopskim: "The Party Favor", "The Pallbearer", "Breast Men", "The Thin Pink Line", "Kissing a Fool", "Six Days Seven Nights", "Apt Pupil", "All the Rage", "Love & Sex", "Picking Up the Pieces" i "Hotel"; televizijskim: "Since You've Been Gone" i "Uprising"), ali i drugim TV serijama ("Neženja", "Urgentni centar" i "Band of Brothers").
Posle završetka snimanja "Prijatelja", koji su mu doneli nominaciju za nagradu "Emi", glumio je u filmovima "Duane Hopwood" i "Big Nothing", i pozajmio je glas crtanom liku u crtanom filmu "Madagaskar". 2004. godine je glumio samog sebe u HBO-ovoj TV seriji "Curb Your Enthusiasm", a 2005. godine je glumio u londonskoj predstavi "Some Girls". 2004. i 2005. godine je režirao 2 epizode serije "Džoi", serije koja je nastala iz serije "Prijatelji", a svoj prvi film ("Run, Fat Boy, Run") je režirao 2007. godine.
2008. godine će biti prikazana 2 njegova filma: "Nothing But the Truth" i nastavak crtanog filma "Madagaskar" - "Madagascar: The Crate Escape".

### Privatni život
Od 1993. do 1996. godine je bio u vezi sa advokatskom službenicom Sarom Trimbl, a od 1996. do 1997. je bio u vezi sa pevačicom Natali Imbruljom. 1998. godine, na snimanju filma "Kissing a Fool", upoznao je glumicu izraelskog porekla Mili Avital, sa kojom je kasnije bio u vezi.

## Filmografija
| Uloge  |                       |                              |                      |          |
| Godina | Srpski naziv          | Izvorni naziv                | Uloga                | Napomena |
| 1988   |                       | Biloxi Blues                 | vojnik u vozu        |          |
| 1989   |                       | A Deadly Silence             | Robert Kučo          |          |
| 1991   |                       | Flight of the Intruder       | pozornik na dužnosti |          |
| 1992   |                       | Crossing the Bridge          | Džon Anderson        |          |
| 1993   |                       | Twenty Bucks                 | Nil Kembel           |          |
| 1993   |                       | The Waiter                   | zli konobar          |          |
| 1993   |                       | The Pitch                    | Vini                 |          |
| 1994   |                       | Wolf                         | policajac            |          |
| 1995   |                       | The Party Favor              |                      |          |
| 1996   |                       | The Pallbearer               | Tom Tompson          |          |
| 1997   |                       | Breast Men                   | dr Kevin Sonders     |          |
| 1998   |                       | The Thin Pink Line           | Keli Gudiš/Džej-Ti   |          |
| 1998   | Ljubav u troje        | Kissing a Fool               | Maks Abit            |          |
| 1998   |                       | Since You've Been Gone       | Robert S. Levit      |          |
| 1998   | Šest dana, sedam noći | Six Days Seven Nights        | Frenk Martin         |          |
| 1998   | Savršeni učenik       | Apt Pupil                    | Edvard Frenč         |          |
| 1999   |                       | All the Rage                 | Kris                 |          |
| 2000   |                       | Love & Sex                   | Jehovin svedok       |          |
| 2000   |                       | Picking Up the Pieces        | otac Lero Džerom     |          |
| 2001   |                       | Hotel                        | Džonatan Danderfajn  |          |
| 2001   |                       | Uprising                     | Jicak Cukerman       |          |
| 2005   |                       | Duane Hopwood                | Dvejn Hopvud         |          |
| 2005   | Madagaskar            | Madagascar                   | Melman (glas)        |          |
| 2006   |                       | Big Nothing                  | Čarli                |          |
| 2008   |                       | Nothing But the Truth        |                      |          |
| 2008   |                       | Madagascar: The Crate Escape | Melman (glas)        |          |

## Nagrade
- 2000 - Nagrada "TV vodič" u kategoriji "Izbor urednika"
- 2002 - Nagrada "Zlatni satelit" u kategoriji "Najbolje sporedno glumačko izvođenje u seriji, mini seriji ili TV filmu", za ulogu kapetana Herberta Sobela u mini seriji "Band of Brothers"

## Spoljašnje veze
- Dejvid Švimer na veb-sajtu
- Dejvid Švimer na sajtu  (jezik: engleski)
- Dejvid Švimer na sajtu  (jezik: engleski)